# Distrito de Yssingeaux
El distrito de Yssingeaux es un distrito (en francés arrondissement) de Francia, que se localiza en el departamento de Alto Loira (en francés Haute-Loire), de la región de Auvernia. Cuenta con 9 cantones y 44 comunas.

## División territorial

### Cantones
Los cantones del distrito de Yssingeaux son:
1. Cantón de Aurec-sur-Loire
2. Cantón de Bas-en-Basset
3. Cantón de Monistrol-sur-Loire
4. Cantón de Montfaucon-en-Velay
5. Cantón de Retournac
6. Cantón de Saint-Didier-en-Velay
7. Cantón de Sainte-Sigolène
8. Cantón de Tence
9. Cantón de Yssingeaux

### Comunas
| 1. Araules (43007)                   | 2. Aurec-sur-Loire (43012)        | 3. Bas-en-Basset (43020)            | 4. Beaux (43024)                     |
| 5. Beauzac (43025)                   | 6. Bessamorel (43028)             | 7. Boisset (43034)                  | 8. Le Chambon-sur-Lignon (43051)     |
| 9. La Chapelle-d'Aurec (43058)       | 10. Chenereilles (43069)          | 11. Dunières (43087)                | 12. Grazac (43102)                   |
| 13. Lapte (43114)                    | 14. Malvalette (43127)            | 15. Le Mas-de-Tence (43129)         | 16. Mazet-Saint-Voy (43130)          |
| 17. Monistrol-sur-Loire (43137)      | 18. Montfaucon-en-Velay (43141)   | 19. Montregard (43142)              | 20. Pont-Salomon (43153)             |
| 21. Raucoules (43159)                | 22. Retournac (43162)             | 23. Riotord (43163)                 | 24. Saint-André-de-Chalencon (43166) |
| 25. Saint-Bonnet-le-Froid (43172)    | 26. Saint-Didier-en-Velay (43177) | 27. Saint-Ferréol-d'Auroure (43184) | 28. Saint-Jeures (43199)             |
| 29. Saint-Julien-Molhesabate (43204) | 30. Saint-Julien-du-Pinet (43203) | 31. Saint-Just-Malmont (43205)      | 32. Saint-Maurice-de-Lignon (43211)  |
| 33. Saint-Pal-de-Chalencon (43212)   | 34. Saint-Pal-de-Mons (43213)     | 35. Saint-Romain-Lachalm (43223)    | 36. Saint-Victor-Malescours (43227)  |
| 37. Sainte-Sigolène (43224)          | 38. Solignac-sous-Roche (43240)   | 39. La Séauve-sur-Semène (43236)    | 40. Tence (43244)                    |
| 41. Tiranges (43246)                 | 42. Valprivas (43249)             | 43. Les Villettes (43265)           | 44. Yssingeaux (43268)               |